# Okanagan East
Pour les articles homonymes, voir Okanagan (homonymie).
Circonscription électorale provinciale du Canada
Okanagan East est une ancienne circonscription provinciale de la Colombie-Britannique représentée à l'Assemblée législative de la Colombie-Britannique de 1991 à 2001.

## Géographie
La circonscription était située dans le centre-sud de la province.

## Liste des députés
| Législature                                           | Années                                                | Député                                                | Député                                                | Parti                                                 |
| Okanagan East Circonscription issue de Okanagan South | Okanagan East Circonscription issue de Okanagan South | Okanagan East Circonscription issue de Okanagan South | Okanagan East Circonscription issue de Okanagan South | Okanagan East Circonscription issue de Okanagan South |
| ----------------------------------------------------- | ----------------------------------------------------- | ----------------------------------------------------- | ----------------------------------------------------- | ----------------------------------------------------- |
| 35e                                                   | 1991–1993                                             |                                                       | Judi Tyabji (en)                                      | Libérale                                              |
| 35e                                                   | 1993-1996                                             |                                                       | Judi Tyabji (en)                                      | Indépendante                                          |
| 35e                                                   | 1996-1996                                             |                                                       | Judi Tyabji (en)                                      | Démocrate-progressiste (en)                           |
| 36e                                                   | 1996–2001                                             |                                                       | John Weisbeck (en)                                    | Libéral                                               |
| Circonscription abolie, voir Kelowna-Lake Country     |                                                       |                                                       |                                                       |                                                       |